# Bupleurum kweichowense
Bupleurum kweichowense är en flockblommig växtart som beskrevs av R.H.Shan. Bupleurum kweichowense ingår i släktet harörter, och familjen flockblommiga växter. Inga underarter finns listade i Catalogue of Life.